# Leucochrysa (Nodita) gossei
Leucochrysa (Nodita) gossei is een insect uit de familie van de gaasvliegen (Chrysopidae), die tot de orde netvleugeligen (Neuroptera) behoort. 
Leucochrysa (Nodita) gossei is voor het eerst wetenschappelijk beschreven door Kimmins in 1940.